# Керод, Ярослав Михайлович
(Стефан-)Ярослав Михайлович Керод (13 ноября 1934 — 12 июня 2019) — советский самбист, чемпион и призёр чемпионатов СССР, мастер спорта России международного класса. Тренер по дзюдо, Заслуженный тренер СССР. Судья республиканской категории.

## Биография
Увлёкся борьбой в 1950 году под руководством Георгия Звягинцева. Выпускник Военного института физкультуры 1966 года. В 1966—1981 годах был преподавателем Военного института физкультуры. Был старшим тренером сборной Ленинграда. В 1985—2004 годах был старшим тренером сборных СССР и России по дзюдо. Член тренерского совета Ленинграда и Всесоюзной (ставшей впоследствии Всероссийской) федерации дзюдо.

## Спортивные результаты
- Чемпионат СССР по самбо 1960 года — ;
- Чемпионат СССР по самбо 1961 года — ;
- Чемпионат СССР по самбо 1962 года — ;
- Чемпионат СССР по самбо 1963 года — ;
- Чемпионат СССР по самбо 1965 года — ;
- Чемпионат СССР по самбо 1966 года — ;

## Известные воспитанники
- Косоротов, Сергей Александрович (1965) — дзюдоист, чемпион мира, Заслуженный мастер спорта СССР;
- Соколов, Юрий Алексеевич (1961—1990) — дзюдоист, победитель Спартакиады народов СССР, чемпион и призёр чемпионатов СССР и мира, чемпион Европы, Заслуженный мастер спорта СССР.